# Теорема Алаоглу
Теорема Алаоглу — теорема функционального анализа,
один из важнейших результатов о слабой топологии.
Находит применение в физике, при описании множества состояний алгебры наблюдаемых, а именно, что любое состояние может быть записано в виде выпуклой линейной комбинации так называемых чистых состояний.
Обычно в доказательстве идентифицирует единичный шар со слабой* топологией с замкнутым подмножеством произведения компактных множеств с топологией произведения.
Как следствие теоремы Тихонова, это произведение и, следовательно, единичный шар внутри него компактны.

## Формулировка
Замкнутый единичный шар двойственного пространства нормированного векторного пространства компактен в слабой* топологии.

## История
Согласно Питчу, существует по меньшей мере 12 математиков, которые могут претендовать на эту теорему или её важного предшественника
- В 1912 году Эдуард Хелли доказал, что единичный шар непрерывного двойственного пространства {\displaystyle C([a,b])} является счётно компактным в слабой* топологии[2].
- В 1932 году Стефан Банах доказал, что замкнутый единичный шар в непрерывном двойственном пространстве любого сепарабельного нормированного пространства секвенциально слабо* компактен[2].
- Доказательство общего случая было опубликовано в 1940 году Леонидасом Алаоглу.